# Billy Davies (Fußballspieler, 1964)
William McIntosh „Billy“ Davies (* 31. Mai 1964 in Glasgow, Schottland) ist ein ehemaliger schottischer Fußballspieler und -trainer. Zuletzt trainierte er den englischen Zweitligisten Nottingham Forest.

## Aktive Laufbahn
Billy Davies startete seine Profilaufbahn im Jahre 1981 bei den Glasgow Rangers und somit in seiner Geburtsstadt Glasgow.
Zur Saison 1986/87 wechselte er in die Fotbollsallsvenskan, die erste schwedische Fußballliga. Nach einem Jahr bei IF Elfsborg verließ er Schweden jedoch wieder und wechselte zurück nach Schottland zum FC St. Mirren, einem Verein aus Paisley einer Stadt 13 km westlich von Glasgow.
Nach einem kurzen Ausflug nach England in der Saison 1989/90 zum damaligen Zweitligisten Leicester City
wechselte Davies 1990 zurück nach Schottland zu Dunfermline Athletic.
In der Saison 1993/94 wechselte Davies zum letzten Mal in seiner Spielerkarriere den Verein. Diesmal führte es ihn zum FC Motherwell. Nach der Saison 1997/98 beendete Billy Davies seine aktive Karriere mit Stationen in Schottland, Schweden und England.

## Trainerlaufbahn

### FC Motherwell
Billy Davies blieb auch nach seiner Spielerkarriere dem FC Motherwell treu und übernahm den Posten als Cheftrainer in der Scottish Premier League. In seiner zweiten Saison erreichte Davies mit der Mannschaft aus Motherwell Platz 4 und verpasste damit nur um 2 Punkte und einen Platz den Sprung in den UEFA-Cup. Die Saison 2000/2001 verlief nach guten Leistungen in der Saison zuvor zutiefst enttäuschend. Am Ende der Saison belegte der FC Motherwell den 11 und damit vorletzten Platz. Das einzig positive an der Saison war, dass nur der Tabellenletzte in die Zweite Liga absteigen musste. Davies wurde nach einem denkbar schlechten Start mit 3 Punkten aus 7 Spielen bereits in der Hinrunde entlassen.

### Preston North End
Nach einer Zeit als Co-Trainer von Craig Brown bei Preston North End folgte er Brown 2004 in seinem Amt und übernahm die Position als Cheftrainer. Bereits in seiner ersten Saison wurde Preston North End Tabellenfünfter in der Football League Championship 2004/05 und zog damit in die Play-offs ein. Erst im Finale musste man sich West Ham United geschlagen geben und verpasste damit denkbar knapp den Aufstieg in die Premier League. Nach einem schwierigen Start in die Saison 2005/06, startete Preston North End unter Davies eine 22 Spiele währende Serie ohne Niederlage und erreichte am Ende der Saison Platz 4 und damit erneut die Play-offs. Diesmal scheiterte die Mannschaft jedoch bereits im Halbfinale an Leeds United.

### Derby County
Nach 2 Jahren bei Preston North End wechselte Davies zur Saison 2006/2007 zum Ligarivalen Derby County. Auch dort gelang ihm mit seiner Mannschaft durch einen dritten Platz der Einzug in die Play-offs. Nachdem sich Derby im Halbfinale gegen den FC Southampton durchgesetzt hatte, besiegte das Team im Finale in Wembley West Bromwich Albion mit 1:0 und schaffte somit den Einzug in die Premier League. Der Start in die Premier League 2007/08 misslang mit nur 6 Punkten aus 14 Spielen deutlich und führte am 26. November 2007 zur Trennung von Derby County und Billy Davies.

### Nottingham Forest
Zum 1. Januar 2009 übernahm Davies den Trainerposten beim englischen Zweitligisten Nottingham Forest und schaffte 2008/09 mit dem Liga-Neuling den zwischenzeitlich gefährdeten Klassenerhalt. Die Saison 2009/10 verlief deutlich erfolgreicher und führte den Verein auf den dritten Tabellenplatz. In der ersten Play-off-Runde musste Forest gegen den FC Blackpool antreten. Nach einem 2:1-Heimsieg, gewann Blackpool das hochklassige Rückspiel im City Ground mit 4:3 und zog damit ins Play-off-Endspiel gegen Cardiff City ein.
In der Football League Championship 2010/11 steigerte sich die Mannschaft nach einem schwächeren Saisonstart und hielt phasenweise Kontakt zu den direkten Aufstiegsplätzen. Nach einem Einbruch im letzten Saisondrittel, der auch durch die Ausfälle von Guy Moussi, Robert Earnshaw und Dexter Blackstock bedingt war, fiel Forest zeitweise sogar aus den Play-off-Rängen. Durch gute Ergebnisse in den letzten Spielen sicherte sich Billy Davies Team im Endspurt den sechsten Tabellenrang und damit den Einzug in die erste Play-off-Runde gegen Swansea City. Nach einem enttäuschenden 0:0 im Hinspiel im City Ground, verlor Nottingham das Rückspiel in Swansea mit 1:3. Damit verpasste die Mannschaft wie im Vorjahr den Einzug ins Finale.
Die Verhandlungen mit dem Vorstand gestalteten sich nach Saisonende schwierig. Meinungsverschiedenheiten über Investitionen in neue Spieler hatten bereits die laufende Saison geprägt. Am 12. Juni 2011 gab der Verein die Trennung von Billy Davies bekannt.
Am 7. Februar 2013 gab der neue Vorstand von Nottingham Forest die Rückkehr von Davies bekannt. Dank einer zwischenzeitlichen Siegesserie führte Davies das Team wieder auf einen Play-off-Platz, ehe eine 2:3-Heimniederlage am letzten Spieltag gegen Leicester City den Einzug in die Aufstiegsrunde kostete. Nach umfassenden Investitionen in den Kader verbrachte Forest einen Großteil der Folgesaison auf einem Play-off-Platz. Langfristige Verletzungen von diversen Stammspielern führten ab Mitte Februar 2014 zu einem deutlichen Leistungsabfall der Mannschaft. Zwei Tage nach einer 0:5-Niederlage beim Nachbarn Derby County am 22. März 2014 gab der Vorstand die Trennung von Billy Davies bekannt.